# نیما ملکی‌نیا
نیما ملکی‌نیا (زاده ۲۸ فروردین ۱۳۷۸) بازیکن فوتبال اهل ایران است.